# The Phantom of the Opera (Lied)
The Phantom of the Opera ist ein englisches Lied aus dem im Jahre 1986 uraufgeführten, gleichnamigen Bühnenmusical. Es wurde von Andrew Lloyd Webber komponiert, und von Richard Stilgoe und Charles Hart geschrieben, mit einem Textbeitrag von Mike Batt.
Noch vor der Veröffentlichung des Musicals wurde das Lied zuerst von Sarah Brightman und Steve Harley eingesungen, und vorab als Single ausgekoppelt. Das Lied war erfolgreich und erreichte Platz 7 in den britischen Charts. Bei der Uraufführung des Musicals wurde es dann von Brightman und Michael Crawford gesungen, in ihren jeweiligen Rollen.

## Hintergrund
Das Lied wird im 1. Akt nach Liebes Lottchen/Der Spiegel und vor Die Musik der Dunkelheit aufgeführt (und im 2. Akt am Ende von Eine musikalische Probe für „Don Juan, der Sieger“ wiederholt). Dabei wird Christine vom Phantom mit einem Boot zu seinem Versteck unter der Opera Garnier geleitet. Das Duett wird von Christine und dem Phantom gesungen. Am Ende des Liedes singt Christine ihre höchste Note in der Aufführung, eine E6. Bei unterschiedlichen Aufführungen sang Sarah Brightman dieses Lied auch mit anderen Sängern (Antonio Banderas, Chris Thompson, Alessandro Safina, Mario Frangoulis, Colm Wilkinson, Anthony Warlow, John Owen-Jones, Peter Jöback und Erkan Aki).

## Version von Sarah Brightman und Steve Harley
Im Januar 1986, wurde The Phantom of the Opera als Single veröffentlicht, um das kommende gleichnamige Musical zu promoten. Sarah Brightman and Steve Harley sangen im Duett. Das Lied gelang in Großbritannien in die Top Ten, erreichte als Höchstposition die Nummer 7 und verweilte für zehn Wochen in den Charts.

### Hintergrund
Im Jahr 1984 begannen Lloyd Webber und Produzent Cameron Mackintosh an dem Musical Das Phantom der Oper zu arbeiten. Sarah Brightman, die Lloyd Webber 1984 heiratete, bekam die Rolle der Christine. Als die Entwicklung des Musicals voranschritt, entschied sich Lloyd Webber dazu, das Titellied als eine Pop-Single herauszugeben. Dies hielt er für einen guten Weg, vorab das Musical bekannt zu machen. Außerdem diente es ihm als eine Art Versuchsballon, um schonmal erste Rückmeldungen eines größeren Publikums zu bekommen. Er betonte, dass er das Lied mit einer Rock-’n’-Roll-Melodie haben wollte, zu der der Produzent Mike Batt dann Elektropop-Rhythmus und Heavy-Metal-Gitarrensound hinzufügte.
Bereits miteinander bekannt durch ihre gemeinsame Arbeit an der 1983 erschienenen Single Ballerina (Prima Donna), kontaktierte Batt telefonisch Steve Harley mit der Offerte, das Phantom für den neuen Titel einzusingen,
und schlug Harley ordnungsgemäß bei Lloyd Webber vor. Batt glaubte, Harleys Stimme sei genau richtig für das Lied. Obwohl er gerade an seinem eigenen Solo-Album El Gran Senor arbeitete, unter einem neuen Vertrag mit Mickie Mosts Label RAK, ergriff Harley die Gelegenheit beim Schopfe, das Lied aufzunehmen.
Harley musste für die Aufnahme des Liedes bei Lloyd Webber vorsingen. Als Harley im Februar 1986 mit Number One sprach, erklärte er: „Ich will mich nicht rühmen, aber nachdem ich nur einen Vers gesungen hatte, sagte er mir, ich hätte den Job!“ Zu jener Zeit sagte er auch zum Daily Star: „Ein Freund sagte, er würde Andrew sagen, dass meine Stimme genau richtig für das Lied sei. Ich dachte, er scherze. Aber ich habe es wirklich genossen, mit Andrew zu arbeiten. Ich würde gerne das Phantom spielen, wenn er die Show auf die Bühne bringt.“
Über die Aufnahme des Liedes sagte Harley: „Ich fühlte mich ein bisschen wie ein Fisch aus dem Wasser. Sarah würde ihren Part perfekt aufnehmen und dann gehen, und ich müsste bleiben, bis ich diese Noten getroffen habe. Es hat mich wirklich ausgeleiert.“ In der Dokumentation Behind the Mask von 2005 erinnerte sich Harley: „Ich hatte noch nie ein Duett gemacht. Ich wusste, dass Sarah engelhaft Sopran singen konnte. Ich war ziemlich glücklich, es sozusagen anzuschlagen.“
Die Single wurde im Januar 1986 veröffentlicht und erreichte Anfang Februar Platz 7 in den UK Charts. Trotz des Erfolgs der Single brachte es die Maskierung des Phantoms (im Musikvideo) mit sich, dass Harley nicht sofort in seiner Rolle erkannt wurde. Er kommentierte dies gegenüber der Daily Star im Februar 1986: „Es ist verrückt. Hier bin ich wieder in den Charts und nicht einmal meine Nahestehenden und Liebsten wissen, dass ich es bin. Aber in gewisser Weise mag ich es, wenn mein Gesicht nicht gesehen wird. Es ist großartig Ruhm und Anonymität gleichzeitig zu haben.“
Als Hauptkandidat, für die Rolle des Phantoms im Musical, spielte Harley vor dem Kreativteam vor, und erhielt die Rolle am nächsten Tag. Anschließend probte er fünf Monate lang und arbeitete unter anderem mit dem Produzenten Harold Prince. Er nahm auch andere Musiktitel aus dem Musical auf, darunter The Music of the Night und All I Ask of You. Nur Tage bevor die Besetzung der Öffentlichkeit bekannt gegeben wurde, erfuhr Harley zu seiner Überraschung, dass er durch Michael Crawford ersetzt werden würde.
Im August 1986 erzählte Harley The Stage: „Es wurde schnell klar, dass die Art und Weise, wie Andrew [das Musical] schrieb, für mich nicht so perfekt war, wie es anfangs schien. Mir ist auch klar, dass Crawford Hintern auf Sitze setzen wird, wie ich es in einem Theater zunächst nicht tun würde.“ Für Behind the Mask enthüllte Cameron Mackintosh: „[Harley] war als Schauspieler nicht so erfahren. Es wurde mir klar, und dann diskutierte ich es mit Hal und Andrew, die ebenfalls zu dem gleichen Schluss kamen, dass dies ein schöner Impuls war, aber nicht die richtige Entscheidung für die Show.“
Harley erinnerte sich später: „Was passiert ist, ist für mich ein Mysterium. Es gab keinen Hinweis darauf, dass sie mit mir unzufrieden waren oder irgendjemanden hinter meinem Rücken in Betracht zogen.“ Harley erhielt als Kompensation 20.000 Pfund, nachdem er aus dem Musical entfernt worden war, eine Erklärung blieb man ihm jedoch schuldig. Er räumte aber ein, dass er wegen einer lange zurückliegenden Polioerkrankung hinkte, weshalb Zweifel aufgekommen waren, ob er die physischen Anstrengungen des Stücks bewältigen könne.

### Veröffentlichung
Die Single wurde von Polydor Records auf 7 "und 12" Vinyl, und in Japan sogar auf Mini-CD veröffentlicht. Die Single wurde in Großbritannien, Irland, Amerika, Kanada, Australien, Japan und in ganz Europa veröffentlicht, einschließlich Deutschland, Frankreich, Portugal und Spanien. In Großbritannien wurde zusätzlich zur Standardversion eine 7"-Version in limitierter Auflage herausgegeben. Das besondere an der Limited-Edition-Version war die im Dunkeln leuchtende Schallplatte.
Das auf der B-Seite befindliche Lied Overture – The Phantom of the Opera ist eine zweiminütige Instrumental-Version der A-Seite. Es wurde von Andrew Lloyd Webber geschrieben und produziert. Auf der amerikanischen 7" Single wurde das Lied auf der B-Seite mit The Phantom of the Opera (Instrumental) betitelt. Das Grafik- und Hüllendesign liegt für alle Single-Versionen bei Dewynters Ltd. in London.
Auf der Rückseite vom Schallplattencover war ein Zettel abgebildet, datiert auf den 2. Januar 1986, auf dem in einem kurzen Absatz zu lesen war:

“[…] On this recording I have required that Sarah Brightman and Steve Harley perform the theme from the forthcoming musical, which I have instructed Andrew Lloyd Webber to write around my legend 'The Phantom of the Opera'. Your Obedient Servant The Phantom.”

„[…] Bei dieser Aufnahme habe ich verlangt, dass Sarah Brightman und Steve Harley das Titellied des in Kürze erscheinenden Musicals singen, welches ich Andrew Lloyd Webber angewiesen habe, über meine Legende 'Das Phantom der Oper' zu schreiben. Euer gehorsamer Diener das Phantom.“

Die 12 "-Version der Single enthält neben der Standardversion einen um sieben Minuten erweiterten Remix des Liedes. Die ursprünglichen Mini-CD-Veröffentlichung der Single in Japan erhielt im Jahr 1992 eine Neuauflage im selben Format.
Brightmans und Harleys Version des Liedes erschien später auf der 1994 erschienenen Kompilation The Very Best of Andrew Lloyd Webber, und 2001 auf der Kompilation Gold – The Definitive Hit Singles Collection von Lloyd Webber.

### Musikvideo
Auf einem Plakat ist die Ankündigung der königlichen Gala einer Grande Opera zu lesen, bei der Christine Daaé in dem Stück „Cleopatra“ auftritt. In der Mitte des Plakats ist die Opéra Garnier abgebildet, dem Ort des weiteren Geschehens.
Christine eilt in die Oper, und bahnt sich ihren Weg durch bereits vor Ort wartende Opernbesucher. Im Gang begrüßt sie kurz mit einem Kopfnicken zwei Kolleginnen, die später bei der „Cleopatra“-Aufführung als Statisten zu sehen sind. Bevor sie eilig in den Umkleideraum entschwindet, bekommt sie von ihrem galanten Verehrer Raoul noch einen kleinen Blumenstrauß mit Handkuss überreicht.
Auf dem Schminktisch befindet sich ein Geschenk des Phantoms. Sie öffnet die Verpackung und legt den darin befindlichen Schleier an. Als sie sich im Schminkspiegel betrachtet, flackert plötzlich das Licht. Wie auf ein Zeichen wendet sie sich daraufhin einem Wandspiegel zu, der zunehmend transparent wird, und den Blick auf einen dahinterliegenden Durchgang freigibt. Dann geht sie durch den durchlässig gewordenen Spiegel, und steigt die Stufen einer Treppe hinab.
Als sie das Kellergewölbe erreicht, in dem das Phantom haust, befindet sich am Fuß der Treppe ein Boot. Sie betritt dieses, woraufhin es sich wie von selbst in Bewegung setzt. Das Boot gleitet in einem Nebelmeer durch das Gewölbe. Auf der anderen Seite wartet bereits das Phantom auf einer Plattform vor einem Treppenaufgang. Er nimmt Christine unter seine Fittiche, und in der nächsten Einstellung ist sie unter dem Einfluss des Phantoms bereits zu der von ihr zu verkörpernden Titelfigur „Cleopatra“ geworden.
Aufmerksam beobachtet Raoul ihren Auftritt mit seinem Opernglas, und schickt seiner Angebeteten einen Luftkuss. Doch auch das Phantom verfolgt heimlich die Vorstellung, bemerkt dabei den Nebenbuhler und schneidet Backstage ein Seil durch, mit dem ein großer Kronleuchter befestigt ist. Auf der Bühne bemerkt Christine, wie der Kronleuchter bedrohlich schwankt, der Schreck ist ihr ins Gesicht geschrieben. Der im Publikum sitzende Raoul sieht den Kronleuchter von oben herabstürzen, und reißt zum Schutz reflexartig seinen Arm hoch. Das Video endet damit, dass Christines Intonation in einen schrillen Schrei übergeht, bevor der Bildschirm blutrot getränkt wird.
Hintergrund
Regie führte Ken Russell, und auch das Musikvideo für die Single war Werbung für das noch im selben Jahr erscheinende Musical. Nach dem Charterfolg der Single wollte Lloyd Webber das Musical noch weiter promoten, und die Dreharbeiten für das resultierende Video dauerten eine Woche. In seinem Buch Phallic Frenzy: Ken Russell and His Films, befand Joseph Lanza, das Musikvideo „packt den Kern der Botschaft und der Geschichte des Musicals in etwas mehr als vier Minuten ein.“ In seinem Interview für Number One äußerte sich Harley über Russell, und beschrieb ihn als „schrecklich freundlich, obwohl ich zugeben muss, dass seine Arbeit den Eindruck erweckt, dass er auf einem anderen Planeten lebt!“
In der Dokumentation Behind the Mask beschrieb Richard Stilgoe das Musikvideo als „wunderbar, so übertrieben wie nur möglich“. Cameron Mackinstosh sagte: „Ken Russell hat das brillanteste, empörendste Video entwickelt. Es ist ein fantastischer Spaß und völlig übertrieben, was Andrew und ich natürlich geliebt haben.“ Harley sagte 1986 gegenüber der Sandwell Evening Mail: „Wir haben vier Tage und Nächte gebraucht, um das Video zu drehen, und jede Minute davon war eine Qual. Es war höllisch unangenehm. Ich hatte rotglühende Lichter unter meinen Füßen und meine Maske rutschte immer wieder ab. Es war, als würde man blind über ein Kohlenbett gehen.“

### Titellisten
7" Single
1. "The Phantom of the Opera" – 4:40
2. "Overture – The Phantom of the Opera" – 2:10

US 7" Single
1. "The Phantom of the Opera" – 4:40
2. "The Phantom of the Opera (Instrumental)" – 2:10

12" Single
1. "The Phantom of the Opera (Extended Version)" – 7:09
2. "The Phantom of the Opera" – 4:40
3. "Overture – The Phantom of the Opera" – 2:10

12" Single (Promo-Veröffentlichung in Kanada)
1. "The Phantom of the Opera (Edited Version)" – 3:44
2. "The Phantom of the Opera" – 4:39

Mini-CD Single (Veröffentlichung in Japan)
1. "The Phantom of the Opera" – 4:44
2. "Overture – The Phantom of the Opera" – 2:13

### Charts
| Charts (1986)          | Höchst- position |
| ---------------------- | ---------------- |
| Europa                 | 39               |
| Irland                 | 11               |
| Vereinigtes Königreich | 7                |

## Plagiatsvorwürfe
Im Jahr 1990 wurde Lloyd Webber vom Songschreiber Ray Repp verklagt. Webber habe die Melodie von Das Phantom der Oper von seinem 1978 veröffentlichten Lied Till You plagiiert.
Webber wies diesen Vorwurf zurück und führte aus, er habe Teile von seiner eigenen früheren Arbeit Close Every Door verwendet, und dass beide Lieder Elemente von Kompositionen von Bach, Grieg and Holst enthalten. Ein Gericht entschied 1994 für Webber.
1992 behauptete Roger Waters, früher Songschreiber bei Pink Floyd, dass Lloyd Webber für Das Phantom der Oper eine Sequenz aus der Pink Floyd Komposition Echoes plagiiert habe.